# Damir Mehić
Damir Mehić (18 aprile 1987) è un calciatore svedese di origini bosniache, portiere del Kungsbacka City.

## Carriera
Dopo aver svolto la trafila delle giovanili, debutta nel Gunnilse in prima squadra (nel 2008 il club militava nella quarta serie nazionale).
A partire dall'Allsvenskan 2009 passa all'Häcken nel ruolo di vice di Christoffer Källqvist. Quando lo stesso Källqvist il 26 maggio 2009 è dovuto uscire dal campo per un fastidio all'inguine durante la trasferta contro il Djurgården, Mehić ha avuto l'opportunità di esordire nella massima serie. Per lo stesso motivo, ha difeso i pali dell'Häcken anche nell'incontro seguente contro l'Elfsborg (1-1), in programma tre giorni dopo. Quelle saranno le uniche due presenze nel campionato 2009, così come due saranno le apparizioni nel corso del torneo 2010. Dal 2011 al 2013, l'ultimo anno di Mehić in giallonero, il titolare Källqvist ha sempre giocato tutte e 30 le partite in calendario.
Nella stagione 2014 scende nel campionato di Superettan per militare nello Jönköpings Södra. Anche in questo caso riveste i panni della riserva, perlomeno in gran parte del campionato 2014 e 2015, quest'ultimo concluso con la promozione in Allsvenskan. Mehić inizia in panchina anche l'Allsvenskan 2016, ma alla terza giornata il titolare Anton Cajtoft (nel giro dell'Under-21 svedese) riporta la rottura di due legamenti crociati e dei tendini del ginocchio. In estate la dirigenza si cautela con l'ingaggio dello spagnolo Marmolejo Mancilla, ma il posto da titolare rimane comunque a Mehić.
Nel 2017 torna a giocare nel campionato di Superettan diventando il nuovo portiere titolare del GAIS. Gioca titolare nel 2017 nel 2018, mentre nel 2019 disputa solo due partite in quanto riserva di Tobias Andersson.
Scaduto il contratto con i neroverdi, rimane in Superettan con il passaggio all'Öster. Durante il suo primo anno è titolare, mentre nel corso della seconda stagione gioca nelle prime quattro giornate prima di infortunarsi gravemente e porre fine anzitempo al suo campionato.